# Agliuona
Agliuona (někdy nazývaná také Agluona) je řeka v Litvě, v Žemaitsku. Teče v okrese Jurbarkas (Tauragėský kraj), v Karšuvské nížině. Je 8 km dlouhá. Je to levý přítok řeky Snietala, do které se vlévá v obci Pasnietalys, 6,8 km od jejího ústí do Mituvy.

## Průběh toku
Řeka pramení v obci Terespolis. Teče směrem západoseverozápadním ponejvíce lesem nebo při okraji lesa.

## Přítoky
Pravé:
- Bezejmenný přítok (vlévá se 1,4 km od ústí, délka: 2,9 km, plocha povodí: 1,7 km², kód: 10012156)

## Obce při řece
- Terespolis, Dubinskiai, Klapatinė, Pasnietalys